# Lithostege bifissana
Lithostege bifissana là một loài bướm đêm trong họ Geometridae.